# جورج إيوينغ
جورج إيوينغ (7 أبريل 1851 في المملكة المتحدة - 29 أكتوبر 1930) (بالإنجليزية: George Ewing)‏ هو لاعب كريكت نيوزلندي.

## وصلات خارجية
- جورج إيوينغ على موقع إي آس بي آن كريك إنفو (الإنجليزية)